# Angelica nakaiana
Angelica nakaiana là một loài thực vật có hoa trong họ Hoa tán. Loài này được (Kitag.) Pimenov mô tả khoa học đầu tiên năm 1999.